# Panneau de cédez le passage à la circulation venant en sens inverse en France
Le panneau de signalisation routière français circulaire à fond blanc, bordé d’une couronne rouge et portant en son centre deux flèches, respectivement noire et rouge, signale à l’usager de la route qu’il doit céder le passage aux véhicules venant en sens inverse. Ce panneau est codifié B15.

## Usage
À un passage étroit où le croisement est difficile, voire impossible, et si les conducteurs peuvent voir distinctement, de nuit comme de jour, ce passage sur toute son étendue, l'autorité compétente peut attribuer la priorité à un sens de circulation. Cette prescription est portée à la connaissance des usagers par un panneau B15 « Cédez le passage à la circulation venant en sens inverse », implanté face à la circulation, du côté où celle-ci n'a pas la priorité.
Ce panneau notifie l'interdiction de s'engager dans le passage étroit tant qu'il n'est pas possible de franchir ledit-passage sans obliger les véhicules venant en sens inverse à s'arrêter.
Lorsqu'un panneau B15 est implanté, on doit obligatoirement placer sur la route, de l'autre côté du passage en cause, un panneau C18 destiné à la circulation dans l'autre sens.
Cette réglementation des passages étroits n'est efficace que pour des trafics de pointe inférieurs à 100 véhicules par heure et à la condition que la longueur de la section rétrécie n'excède pas 50 m.
Pour des trafics plus élevés, il faut envisager l'installation de feux tricolores.

## Caractéristiques
Il existe cinq gammes de dimensions de panneaux de prescription.

## Implantation

### Implantation longitudinale
Les panneaux de prescription du type B15 sont placés au voisinage immédiat de l'endroit où la prescription commence à s'imposer. Ils doivent être répétés après chaque intersection autre que celles avec des voies privées non ouvertes à la circulation publique ou des chemins de terre.

### Distance du bord de chaussée

Implantation d'un panneau de prescription sur trottoir en agglomération

Sauf contrainte de site, la distance entre l'aplomb de l'extrémité du panneau situé du côté de la chaussée et la rive voisine de cette extrémité ne doit pas être inférieure à 0,70 m.
En rase campagne, les panneaux sont placés en dehors de la zone située en bord de chaussée et traitée de telle façon que les usagers puissent y engager une manœuvre de redirection ou de freinage dite « zone de récupération », ou leur support au minimum à 2 m du bord voisin de la chaussée, à moins que des circonstances particulières s'y opposent (accotements étroits, présence d'une plantation, d'une piste cyclable, d'une voie ferrée, etc.).
En agglomération, les panneaux sont placés de manière à minimiser la gêne des piétons.
Le support d'un signal peut aussi être implanté sur une propriété riveraine ou ancré à une façade après accord du propriétaire ou par application si cela est possible en vertu du décret-loi du 30 octobre 1935 et du décret 57180 du 16 février 1957.

### Hauteur au-dessus du sol
En rase campagne, la hauteur règlementaire est fixée en principe à 1 m (si plusieurs panneaux sont placés sur le même support), cette hauteur est celle du panneau inférieur), hauteur assurant généralement la meilleure visibilité des panneaux frappés par les feux des véhicules. Elle peut être modifiée compte tenu des circonstances locales soit pour assurer une meilleure visibilité des panneaux, soit pour éviter qu'ils masquent la Circulation.
En agglomération, lorsqu’il y a un éclairage public, les panneaux peuvent être placés à une hauteur allant jusqu'à 2,30 m pour tenir compte notamment des véhicules qui peuvent les masquer, ainsi que de la nécessité de ne gêner qu'au minimum la circulation des piétons.

### Position de la face
Le plan de face avant d'un panneau implanté sur accotement ou trottoir doit être légèrement incliné de 3 à 5° vers l'extérieur de la route afin d'éviter le phénomène de réflexion spéculaire qui peut, de nuit, rendre le panneau illisible pendant quelques secondes.

## Visibilité de nuit
Les panneaux et panonceaux de signalisation doivent être visibles et garder le même aspect de nuit comme de jour. Les signaux de danger sont tous rétroréfléchissants ou éventuellement dans certaines conditions, éclairés.
Les revêtements rétroréfléchissants doivent avoir fait l'objet, soit d'une homologation, soit d'une autorisation d'emploi à titre expérimental. La rétroréflectorisation porte sur toute la surface des panneaux et panonceaux à l'exception des parties noires.